# Piper glabrum
Piper glabrum är en pepparväxtart som beskrevs av Philip Miller. Piper glabrum ingår i släktet Piper och familjen pepparväxter. Inga underarter finns listade i Catalogue of Life.